# Danelectro
Danelectro är en amerikansk tillverkare av musikinstrument, främst elgitarrer, elbasar, förstärkare  och effektenheter.
Företaget grundades 1947 av Nathan "Nat" Daniel i New Jersey.

## Några kända användare av Danelectros instrument
- John Fogerty
- Jimi Hendrix
- Mark Knopfler
- Jimmy Page
- Elvis Presley
- Bruce Springsteen
- Pete Townshend
- John Entwistle
- Sven Zetterberg